# بیت شباب
بیت شباب (به عربی: بیت شباب) یک منطقهٔ مسکونی در لبنان است که در استان جبل لبنان واقع شده‌است.